# Marilou Berry
Marilou Berry (Parigi, 1º febbraio 1983) è un'attrice, regista e sceneggiatrice francese.

## Filmografia parziale

### Attrice
Cinema
- Ma vie est un enfer, regia di Josiane Balasko (1991)
- Così fan tutti (Comme une image), regia di Agnès Jaoui (2004)
- La première fois que j'ai eu 20 ans, regia di Lorraine Lévy (2004)
- Black Box (La boîte noire), regia di Richard Berry (2005)
- Il était une fois dans l'oued, regia di Djamel Bensalah (2005)
- Primi amori, primi vizi, primi baci (Nos jours heureux), regia di Olivier Nakache e Éric Toledano (2006)
- Trivial - Scomparsa a Deauville (La disparue de Deauville), regia di Sophie Marceau (2007)
- Cliente, regia di Josiane Balasko (2008)
- Vilaine, regia di Jean-Patrick Benes e Allan Mauduit (2008)
- La croisière, regia di Pascale Pouzadoux (2011)
- Beur sur la ville, regia di Djamel Bensalah (2011)
- Queens of the Ring (Les reines du ring), regia di Jean-Marc Rudnicki (2012)
- Joséphine, regia di Agnès Obadia (2013)
- Valentin Valentin, regia di Pascal Thomas (2014)
- Joséphine s'arrondit, anche regista (2016)
- Separati ma non troppo (Sous le même toit), regia di Dominique Farrugia (2017)
- Les nouvelles aventures de Cendrillon, regia di Lionel Steketee (2017)
- L'école est finie, regia di Anne Depétrini (2018)
- Al lupo al lupo falso allarme! (Quand on crie au loup), anche regista (2019)
- Mes très chers enfants, regia di Alexandra Leclère (2021)

Televisione
- Merlin - miniserie TV, 2 episodi (2012)
- Mystery in Paris (Mystère Place Vendôme) - film TV (2017)
- Munch - serie TV, 6 episodi (2019)
- Mon Ange - miniserie TV, 8 episodi (2021)
- Je te promets - serie TV, 34 episodi (2021-2023)
- Marianne - serie TV, 12 episodi (2022-2024)

### Regista e sceneggiatrice
- Joséphine s'arrondit (2016)
- Al lupo al lupo falso allarme! (Quand on crie au loup) (2019)

### Regista
- Je te promets - serie TV, 12 episodi (2022)

## Riconoscimenti
- Cavaliere dell'Ordine delle arti e delle lettere (2016)

## Premi
- Premio Lumière
  - 2005: "Miglior attrice giovane - Meilleur espoir féminin" (Così fan tutti)
- Premi Chlotrudis
  - 2006: "Miglior attrice" (Così fan tutti)
- Étoiles d'Or
  - 2005: "Rivelazione femminile - La révélation féminine" (Così fan tutti) - condiviso con Sarah Forestier (La schivata)